# Аллахдад
Аллахдад (перс.  الله داد‎ — «Божье правосудие») — погром, совершенный мусульманами в 1839 году против еврейской общины в городе Мешхед, Каджарский Иран. Он характеризовался массовыми убийствами и насильственным обращением евреев в ислам в этом районе. После этого события многие мешхедские евреи начали активно практиковать криптоиудаизм, поверхностно придерживаясь исламских верований. Аллахдад был выдающимся событием в неоднозначной истории иудейско-мусульманских отношений, потому что целая община евреев была вынуждена обратиться в ислам.

Это событие было впервые описано в травелоге Джозефа Вольфа 1845 года «Рассказ о миссии в Бухару», в котором он писал:
В понедельник, 11 марта, я прибыл в Аскерею, расположенную в двух милях от Мешхеда. Я отправил сообщение перед королевским мехмундаром и голамом британского посольства. Первым, кто вышел мне навстречу, был мулла Мехди (Мешиах), еврей, у которого я поселился двенадцать лет назад, и который очень гостеприимно относился ко мне, когда я был в бедственном положении, невзгодах и бедности, до прибытия Аббаса Мирзы в Мешхед из Нишапура. Все евреи Мешхеда, сто пятьдесят семей, были вынуждены семь лет назад стать мусульманами. Случай был следующий: у бедной женщины болела рука; мусульманский врач посоветовал ей убить собаку и окунуть свою руку в её кровь; она так и сделала; как вдруг все население поднялось и сказало, что они сделали это в насмешку над своим Пророком. Тридцать пять евреев были убиты за несколько минут; остальные, охваченные ужасом, стали мусульманами; и фанатичные и алчные мусульмане кричали: «Свет Мухаммеда снизошел на них!» Тайно они теперь более ревностные евреи, чем когда-либо; но называют себя, как и евреи в Испании, анусим, «вынужденные»! Их дети не могут подавить своих чувств, когда родители называют их мусульманскими именами! Но мулла Мехди и мулла Моше верят во Христа, и мулла Мехди попросил меня крестить его. Он принес англичанам величайшую пользу в Хераут и Кандахар, о чём убедительно свидетельствуют его свидетельства от Роулинсона и других.
В другом повествовании о том же событии этот инцидент произошел во время священного для шиитов месяца Мухаррам. Шииты маршировали по улицам в память о Хусейне ибн Али, когда еврейская женщина выбрасывала собаку, которую она убила по медицинским показаниям. Её обвинили в умышленном оскорблении шиитов.
Ещё в одном повествовании сообщается, что собака была лишь предлогом, а конфликт возник из-за более ранних столкновений между одним сайидом (потомком Мухаммеда) и евреями, которые не хотели платить ему за хусейнию, которую он построил рядом с еврейскими лавками.
Правитель Мешхеда приказал своим людям войти в еврейские дома. Толпы напали на еврейскую общину, сжегши дотла синагогу, ограбив дома, похитив девочек и убив от 30 до 40 человек. С приставленными к их горлу ножами еврейские патриархи были вынуждены во всеуслышание заявить о своей «верности» исламу, поскольку лидеры общины договорились, что для спасения оставшихся 2400 евреев каждый должен обратиться. Большинство приняли ислам и остались в Мешхеде, взяв мусульманские имена, в то время как некоторые уехали в другие иранские еврейские общины и в Афганистан. Этот день стал известен как Аллахдад («Божье правосудие»).
Это событие также может быть понято в контексте более широких еврейско-персидских отношений. Многие евреи Мешхеда, включая главу местной еврейской общины муллу Махди Акаджана, служили агентами британского правительства. Этот факт, в дополнение к недавнему уходу Ирана из Герата в 1838 году под дипломатическим давлением британского правительства, создал все более враждебную атмосферу по отношению к евреям в Мешхеде. Через несколько лет после инцидента с вмешательством Мозеса Монтефиоре, главы британского еврейства того времени, Мухаммад Шах разрешил евреям вернуться в иудаизм. Однако большинство евреев, опасаясь гнева местного населения, решили внешне жить как мусульмане и криптоевреи. Внешне они вели себя как мусульмане: их одежда, имена и образ жизни напоминали таковые у их иранских соседей. Однако дома они тайно учили своих детей читать на иврите, зажигали свечи и соблюдали шаббат. Некоторые мешхедские евреи больше не чувствовали себя в безопасности в Мешхеде и решили переехать в другие города в этом районе, такие как Бухара и Самарканд. Большая группа переехала в Герат на территории современного Афганистана, где большинство мусульман были суннитами и более терпимы к евреям, чем шииты.